# Ruchama Awraham
Ruchama Awraham (ang.: Ruhama Avraham) (ur. 1964 w Riszon le-Cijjon) – izraelska polityk, członkini Knesetu z listy partii Kadima.
Urodzona w Izraelu. W wojsku izraelskim służbę ukończyła w stopniu kaprala. Ukończyła nauki polityczne na Uniwersytecie Bar Ilan. Obecnie zamieszkała w Riszon le-Cijjon, jest mężatką i ma dwójkę dzieci. Biegle posługuje się językiem angielskim i ladino (język Żydów sefardyjskich).
Po raz pierwszy w parlamencie znalazła się w 2003 roku (szesnasty Kneset), weszła do niego z listy partii Likud. Była wiceministrem spraw wewnętrznych. Zasiadała także w parlamentarnej komisji finansów, komisji ekonomicznej, komisji ds. statusu kobiet oraz w komisji ds. pracowników obcokrajowców. Pod koniec kadencji wystąpiła z Likudu i znalazła się w szeregach nowo utworzonej przez Ariela Szarona partii Kadima.
W rządzie Ehuda Olmerta sprawowała funkcję ministra bez teki (od 4 lipca 2007 do 14 lipca 2008) oraz ministra turystyki (od 14 lipca 2008 do 31 marca 2009).